# DM i cykelcross 2017
Danmarksmesterskaberne i cykelcross 2017 var den 48. udgave af DM i cykelcross. Mesterskabet fandt sted 8. januar 2017 i Skovbakkeskoven i den sydlige del af Odder.
Hos kvinderne vandt Malene Degn sit første danmarksmesterskab, efter hun året før var blev nummer to. I herrerækken vandt Simon Andreassen DM for andet år i træk.

## Resultater
| Event        | Guld                  | Sølv                 | Bronze                   |
| ------------ | --------------------- | -------------------- | ------------------------ |
| Herrer       |                       |                      |                          |
| Herrer elite | Simon Andreassen      | Sebastian Fini       | Kenneth Hansen           |
| U23 Herrer   | Andreas Lund Andresen | Niels Bech Rasmussen | Louis Bendixen           |
| Herrejunior  | Anders Lilliendal     | Oliver Emil Errebo   | Alexander Young Andersen |
| Damer        |                       |                      |                          |
| Damer elite  | Malene Degn           | Caroline Bohé        | Mie Saabye               |